# بختة بن ويس
بختة بن ويس ممثلة وفنانة فكاهية جزائرية تعود أصولها لولاية وهران. بدأت التمثيل في لمسرح منذ سن الـ13.

## بداياتها
كانت بدايتها في المسرح حين قررت المدرسة إقامة حفل نهاية السنة، عمد أستاذها لكتابة نص مسرحي كوميدي من 30 دقيقة، واختيرت هي للتمثيل كان عمرها آنذاك 13 سنة وتعتبر فرقة التضامن أول فرقة مسرحية تنضم اليها. أما على شاشة التلفزيون فأول سلسلة لها هي ثلاثي الامجاد.

## أعمالها
- عمارة الحاج لخضر 1 2007
- عمارة الحاج لخضر 2 2008
- واش رايكم juillet 2008
- لخضر والبيروقراطية 2008 novembre
- عمارة الحاج لخضر 3 2009 février
- يوميات الزربوط 2008 décembre
- سوق الحاج لخضر juillet 2009
- هيدو و ميدو 2011
- الفيرمة 2018

## وصلات خارجية
- بختة بن ويس على موقع IMDb (الإنجليزية)
- بختة بن ويس على موقع ألو سيني (الفرنسية)